# Xolmis coronatus
Xolmis coronatus là một loài chim trong họ Tyrannidae.